# گوشه‌دهان پوشیده
گوشه‌دهان پوشیده (نام علمی: Cyclothone microdon) نام یک گونه از سرده گرددهان‌ها است.